# Gewone alpenroos
De gewone alpenroos (Rhododendron ferrugineum) of roestkleurig alpenroosje is een plant uit de heidefamilie (Ericaceae). De soortaanduiding ferrugineum is afgeleid van de roestbruine onderzijde van de volgroeide bladeren.
Deze 0,2-1 m hoge, groenblijvende struik lijkt sterk op het harig alpenroosje (Rhododendron hirsutum), maar verschilt daarvan door het gebrek aan beharing en doordat volgroeide blaadjes aan de onderzijde roestbruin zijn. Jonge blaadjes kunnen aan de onderzijde lichtgroen tot geel zijn. De langwerpige blaadjes worden 4-5 cm lang en hebben een naar beneden gebogen rand.
De roze tot rode bloemen zijn geurend en wijd geopend. Ze staan in compacte trossen en bloeien van juni tot en met augustus.

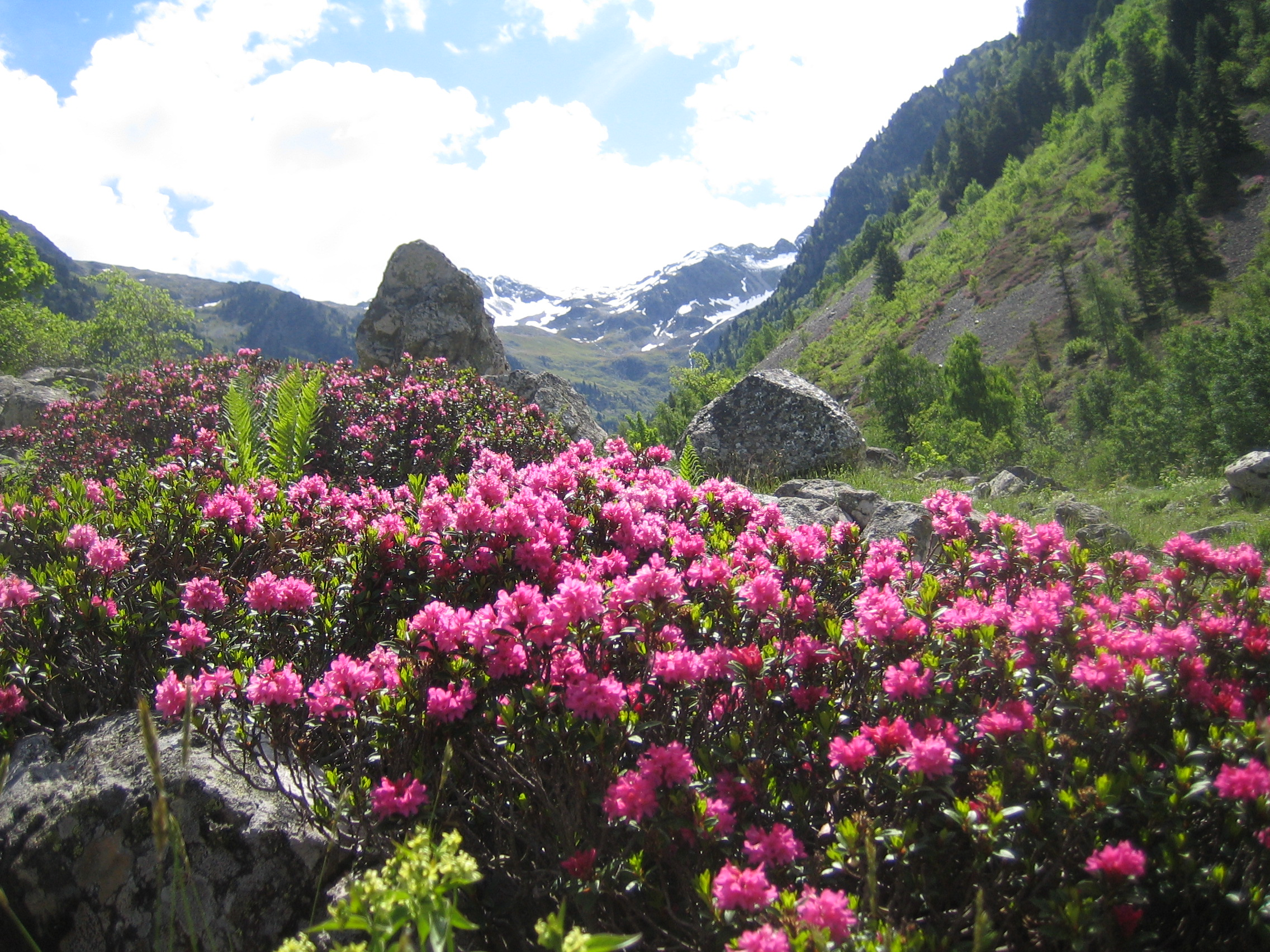
Alpenroos uit de Franse Alpen (Valgaudemar)

## Voorkomen
De plant geeft de voorkeur aan een silicaatrijke bodem op kalkarme grond. Hiernaast is de soort in naaldbossen aanwezig. De plant groeit in de Alpen op hoogten van 1500-3000 m.
De soort komt voor algemeen voor in de silicaathoudende gebieden in de Alpen. Tevens komt de soort voor in de Pyreneeën, de Jura en de noordelijke Apennijnen.

## Overig
Bij stammetjes met een doorsnee van 1-2 cm werd een ouderdom van ongeveer 100 jaar vastgesteld.
De plant is beschermd in de Alpen met uitzondering van Zwitserland.